# رزویل (آیووا)
رزویل (به انگلیسی: Roseville) شهری در ایالت آیووا کشور ایالات متحده آمریکا است که جمعیت آن در سرشماری سال ۲۰۱۰ میلادی، ۴۹ نفر بوده‌است.